# Colonia Reforma Agraria
Colonia Reforma Agraria är en ort i Mexiko.   Den ligger i kommunen San Juan Evangelista och delstaten Veracruz, i den sydöstra delen av landet, 500 km öster om huvudstaden Mexico City. Colonia Reforma Agraria ligger 106 meter över havet och antalet invånare är 483.
Terrängen runt Colonia Reforma Agraria är huvudsakligen platt. Colonia Reforma Agraria ligger uppe på en höjd. Runt Colonia Reforma Agraria är det glesbefolkat, med 10 invånare per kvadratkilometer. Närmaste större samhälle är El Paraíso, 6,7 km söder om Colonia Reforma Agraria. Omgivningarna runt Colonia Reforma Agraria är en mosaik av jordbruksmark och naturlig växtlighet.